# Brueelia uncinosa
Brueelia uncinosa är en insektsart som först beskrevs av Hermann Burmeister 1838.  Brueelia uncinosa ingår i släktet draklöss, och familjen fjäderlöss. Arten är reproducerande i Sverige.